# Нимродэль
Нимродэль (англ. Nimrodel) — персонаж из произведений Толкина, эльфийка из рода Лесных эльфов, живших в Лориэне.

## Биография
Нимродэль жила в одиночестве возле водопадов быстрой реки у северных границ Лориэна. Нимродэль была возлюбленной короля Амрота, и, хотя она тоже любила его, долгие годы не соглашалась стать его женой. О судьбе Нимродэль сложено немало легенд. Одна из них гласит, что по пути к морю, Нимродэль заблудилась в Белых горах и заснула на берегу реки Гилрайн, что напомнила ей родную реку в Лориэне. Она проспала так долго, что опоздала на встречу с возлюбленным. Корабль Амрота унесло в море, а сам он погиб, пытаясь вернуться к берегу вплавь.

## Имена
Имя «Нимродэль» (Nimrodel) означает «владычица белого грота».

## Прочее
- Английская арт-рок группа Camel записала композицию «Nimrodel-The Procession - The White Rider» в 1974 году в своём альбоме «Mirage».
- Русская фолк-рок певица Хелависа исполнила песню «Nimrodel», которая вошла в состав сольного альбома «Running to Paradise» (1996 г.)